# Брускін Олександр Давидович
Олександр Давидович Брускін (нар. 17 (28) жовтня 1897, місто Херсон — розстріляний 7 березня 1939, Москва) — фахівець у галузі тракторобудування, політичний діяч, народний комісар машинобудування СРСР.  Член ЦК КП(б)У (11.06.1933 — 27.05.1937). Член ЦВК СРСР (1935—1938). Депутат Верховної Ради СРСР 1-го скликання (1937—1938).

## Життєпис
Народився в родині єврейського торговця. У 1913—1915 роках давав приватні уроки в Саратові. Після закінчення в 1915 році Саратовської гімназії поступив у Харківський технологічний інститут, який закінчив в 1922 році.
Член РСДРП (меншовики) з 1917 року.
Одночасно з навчанням працював у студентських організаціях Харкова (1918—1919). У березні — серпні 1919 року служив у РСЧА, червоноармієць 3-го Луганського інтернаціонального полку, в жовтні 1919 року був заарештований білогвардійцями в Харкові.
З 1918 по 1920 рік працював у Раді народного господарства Української СРР: завідувач редакційно-видавничого відділу (грудень 1918 — лютий 1919), технік відділу металів (грудень 1919 — травень 1920).
Член РКП(б) з 1920 року.
У 1922—1923 працював слюсарем і майстром-механіком на заводі «Серп і молот» в Харкові. У 1923—1924 роках — аспірант Харківського технологічного інституту. Навчався у Німеччині, де спеціалізувався на тракторобудуванні.
У 1924—1929 роках — конструктор-механік, помічник начальника тракторного цеху на Харківському паровозобудівному заводі. Одночасно у 1924—1927 роках — викладач Харківського технологічного інституту.
З 1929 працював на Харківському тракторному заводі імені Серго Орджонікідзе: головний інженер будівництва (1929—1931), технічний директор (1931—1932), директор (1932—1934).
У 1934—1936 роках — директор Челябінського тракторного заводу.
У серпні 1936 — вересні 1937 року — заступник народного комісара важкої промисловості СРСР. З вересня по жовтень 1937 року — перший заступник народного комісара машинобудування СРСР.
17 жовтня 1937 — 29 червня 1938 року — народний комісар машинобудування СРСР.
Заарештований 29 червня 1938 року, засуджений до страти. Реабілітований 7 грудня 1955 року.

## Нагороди
- орден Леніна (23.05.1932)